# Kelso Multimodal Transportation Center
Kelso Multimodal Transportation Center je železniční stanice společnosti Amtrak ve městě Kelso v americkém státě Washington. Také obsluhuje nedaleké město Longview. Návaznou dopravu poskytují Greyhound, regionální i národní autobusový dopravce, a místní dopravní podnik Community Urban Bus Service. Dále se na stanici nachází půjčovna aut a stanoviště taxikářů a „shuttle“ dodávek.

## Historie
Železniční stanice byla původně postavena společností Northern Pacific Railroad. Nejprve se jednalo o malou dřevěnou budovu na křižovatce ulic Front Avenue a First Avenue, roku 1906 však obyvatelé města sepsali petici, ve které požádali železniční společnost o novou osobní i nákladní stanici. Společnost Northern Pacific na jejich požadavek přistoupila a postavila cihlovou osobní stanici a nové dřevěné nákladní nádraží. Ceremoniál k otevření těchto stanic se uskutečnil 12. února 1912.
V roce 1970 společnost Northern Pacific zanikla spojením s několika dalšími železnicemi, které spolu pokračovaly v provozu jako Burlington Northern Railroad. Provoz na stanici pokračoval, ale v 80. letech se společnost rozhodla přesunout své nákladní operace do svého nákladního centra v Portlandu.
V roce 1981 začaly stanici využívat osobní vlaky sítě Amtrak. Až do 90. let zde fungovala pokladna, která ale musela být kvůli vandalismu zavřena, stejně jako celá budova.
V polovině 90. let minulého století stanice prošla rozsáhlou rekonstrukcí, aby jí byl navrácen historický nádech. Předělán byl jak vnitřek, tak vnějšek budovy a před stanicí byly postaveny devítimetrové hodiny. Ty mohou být spatřeny z dalekých bodů, jako je čtvrť Beacon Hill na severu města nebo Hala spravedlnosti okresu Cowlitz ve městě Longview. Zrenovovaná stanice byla formálně otevřena v září 1995.

## Nynější využití
Momentálně centrum slouží jako stanice osobních vlaků Amtrak pro města Kelso a Longview a také zde zastavují komerční a meziměstské autobusy. Stanice je jak hlavním železničním uzlem okresu Cowlitz, tak pocta železničních průkopníků amerického severozápadu.

## Důležité momenty

### Nehoda
V listopadu 1993 zde došlo k čelní srážce vlaků společností Union Pacific a Burlington Northern, při které zahynulo pět členů posádek vlaků. Srážka způsobila explozi, kterou ještě podpořilo 37 tisíc litrů nafty z nádrží vlaků. Dráha kolem města je jednou z nejvytíženějších v celé zemi a denně zdejší dvoukolejný úsek využije šedesát vlaků.

### Renovace stanice
V letech 1994 a 1995 byla stanice zaplavena poté, co se nedaleká řeka Cowlitz rozlila po okolí. Pod vodou se ocitlo nástupiště a suterén stanice, celá situace však pouze pomohla schválení již připraveného renovačního projektu.

### Další události
V roce 1993 zastavil u stanice speciální vlak s ředitelem společnosti Burlington Northern a jejím vedením, které provádělo inspekci tratě. Jinak se na stanici každý rok koná několik událostí, jako například městská oslava Vánoc, při které starosta města rozsvítí vánoční stromek vedle hodin a na kterou přijede vlakem Cascades Santa Claus.
Mezi lety 2001 a 2004 se v suterénu stanice scházela městská rada, jelikož stará městská radnice musela být zbořena kvůli výstavbě mostu přes řeku Cowlitz.